# Guibourtia carrissoana
Guibourtia carrissoana är en ärtväxtart som först beskrevs av M.A.Exell, och fick sitt nu gällande namn av J.Leonard. Guibourtia carrissoana ingår i släktet Guibourtia och familjen ärtväxter. Inga underarter finns listade i Catalogue of Life.